# Navy One
Navy One er flyvekontroltjenestens officielle kaldesignal på  United States Navys fly, der befordrer USA's præsident.
Den 1. maj 2003 er eneste gang hvor Navy One har været i brug. Det skete da præsident George W. Bush skulle flyves fra Naval Air Station North Island ud til hangarskibet USS Abraham Lincoln ud fra kysten ved San Diego med det hangarskibsbaserede antiubådsfly Lockheed S-3 Viking.
Når vicepræsidenten er ombord er kaldesignalet Navy Two.